# The Virgin Tour
The Virgin Tour fue la gira debut de la cantante estadounidense Madonna, realizada para promocionar sus dos primeros álbumes de estudio, Madonna (1983) y Like a Virgin (1984). Aunque en un principio se planeó extenderla a otros países, solo se limitó a conciertos en Estados Unidos y uno en Canadá. La idea de realizar la gira provino de Warner Bros. Records luego de que Like a Virgin se convirtiera en un éxito comercial, por lo que en abril de 1985 se anunció de manera oficial. Para la preparación, Madonna quería que fuese un reflejo de sí misma y colaboró con la diseñadora Maripol para el vestuario.
El grupo Beastie Boys fue contratado como el telonero en todos los conciertos y el productor Patrick Leonard se desempeñó como el director musical. El escenario era circular e incluía rampas a su alrededor, altavoces que colgaban a unos 30 pies de altura y cuatro pantallas gigantes alineadas a tres lados del perímetro exterior del escenario. El repertorio consistió en canciones de ambos discos, además de «Crazy for You» y «Gambler», pertenecientes a la banda sonora de la película Vision Quest. Dos bailarines acompañaron a la cantante que realizó elaboradas coreografías por todo el escenario. El espectáculo finalizaba con las interpretaciones de «Like a Virgin» y «Material Girl» y Madonna lucía un vestido de novia.
Si bien The Virgin Tour obtuvo reseñas variadas de los críticos y periodistas, fue un éxito comercial, ya que las entradas se agotaron tan pronto como se anunciaron las fechas. La tienda departamental Macy's en Nueva York se llenó de seguidores que compraban la mercancía oficial, que incluía desde camisas y gafas de sol hasta pendientes de crucifijo y guantes de encaje sin dedos. Una vez que finalizó, recaudó en total 5 millones USD, mientras que Billboard reportó un ingreso de 3,3 millones USD.
El primer concierto en Detroit se grabó y posteriormente se puso a la venta en VHS y Laserdisc bajo el título Madonna Live: The Virgin Tour, que llegó a lo más alto de la lista Top Music Videocassettes de Billboard y recibió dos discos de platino por la Recording Industry Association of America (RIAA). Con el inicio del Virgin Tour, un vasto público, especialmente las adolescentes y jóvenes, empezó a copiar el estilo y la vestimenta de la artista. Este frenesí dio origen a un nuevo término llamado Madonna wannabe, que fue reconocido posteriormente por el diccionario Webster en 1991.

## Antecedentes

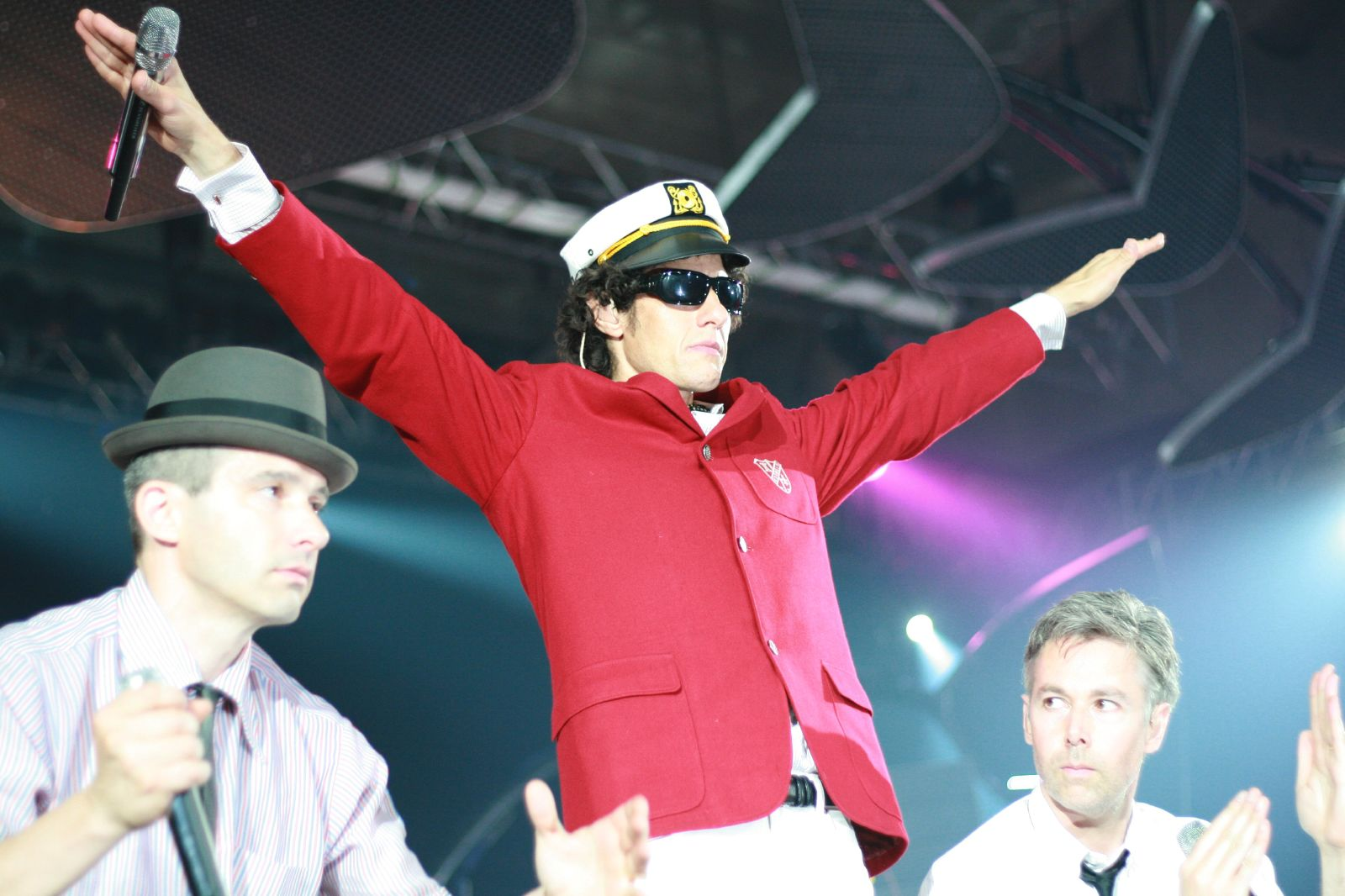
Los integrantes de la banda Beastie Boys sirvieron como teloneros de la gira.

La compañía Warner Bros. Records anunció de manera oficial The Virgin Tour en abril de 1985; antes de la gira, las únicas actuaciones en vivo de Madonna se limitaban a espectáculos nocturnos en Danceteria, CBGB y Mudd Club, como así también en los MTV Video Music Awards de 1984, donde interpretó «Like a Virgin». Luego del éxito comercial del álbum homónimo, la disquera quiso sacar provecho de ello y decidió que la cantante emprendiera su primera gira mundial. Sin embargo, solo recorrió ciudades de Estados Unidos y Canadá, por lo que no visitó países de Europa, de Asia o de otro continente. En un principio, hubo planes de programar fechas en el Reino Unido y en Japón debido a los numerosos admiradores de Madonna en ambas naciones, pero el programa final no reflejó tal idea. Eventualmente, se agregaron más conciertos en EE. UU. y la gira se trasladó a recintos con mayor capacidad debido a la venta de entradas masiva. La cantante se encontraba muy nerviosa de actuar frente a un gran público y, por primera vez, cantó con una banda en vivo. En una entrevista concedida a Rolling Stone en 2009, el entrevistador Austin Scaggs le preguntó sobre sus sentimientos y emociones durante la gira, ya que era la primera vez que tocaba en arenas deportivas, a lo que respondió:

Toda esa gira fue una locura, porque pasé de tocar en el CBGB y el Mudd Club a presentarme en estadios. Toqué en un teatro pequeño en Seattle y las chicas tenían faldas colegiales, calzas cortadas por las rodillas, guantes de encaje, rosarios, moños en el cabello y enormes pendientes redondos. Y yo pensaba: «¡Esto es una locura!». Después de Seattle, todos los conciertos fueron trasladados a arenas. Nunca hice una gira en micro. Todo el mundo dice que son muy divertidas.

## Desarrollo
Una vez que se confirmó la gira, Madonna y su equipo comenzaron con los preparativos. Para ello, la artista quería que fuese «llamativa y descarada» y un reflejo de su «estilo de la calle y [su] actitud DGAF [don't give a fuck]». Quería un concierto donde la gente pudiese disfrutar tanto como ella disfrutaba actuando. Al comentar sobre el desarrollo, mencionó: «Por lo general odio las presentaciones en las que solo hay un artista cantando y una banda patética tocando en el fondo; o conciertos donde hay un roquero que grita a todo pulmón y salta sobre la multitud. ¡Eso simplemente apesta! Por eso quería algo diferente, algo que fuese memorable». Para el vestuario, colaboró con su amiga y diseñadora Maripol, que operaba una pequeña tienda de telas llamada Maripolitan en Greenwich Village, y ambas escogieron los diseños y los trajes. Aunado a ello, solicitó a su hermano Christopher Ciccone, que ya tenía experiencia como diseñador, que se encargara de supervisar todo el vestuario. Los ensayos comenzaron a finales de febrero y, entremedio, se realizaron las audiciones para los bailarines. Madonna quería específicamente bailarines masculinos, pues afirmó que sus «movimientos provocativos» en el escenario funcionaban mejor con hombres a su lado. Para promocionar aún más The Virgin Tour, Warner Bros. Entertainers Merchandise Management Corp. introdujo la colección Boy Toy, nombrada así en referencia a la hebilla del cinturón que Madonna usó para la portada de Like a Virgin. La línea incluía un vestido, una falda, un top, pantalones cortos y una sudadera extragrande en blanco y negro. Para elegir al director musical, el representante de Madonna, Freddy DeMann, contactó al productor Patrick Leonard, que acababa de finalizar el Victory Tour, de The Jackson 5. Al principio rechazó la oferta ya que se sentía demasiado exhausto, pero después de hablar con la cantante por teléfono, le pareció encantadora y aceptó participar en la gira.
La banda Beastie Boys fue contratada como el telonero del tour. Adam Yauch, uno de los integrantes, recordó que un día el cofundador de Def Jam Recordings, Russell Simmons, les comunicó que el representante de Madonna les había ofrecido ir de gira con ella. DeMann había solicitado otro grupo llamado The Fat Boys, pero Simmons no los representaba y mintió al decirle que tenían otro concierto esa semana. También se consideró contratar al trío Run-D.M.C., pero según DeMann este era demasiado caro, por lo que finalmente eligieron a los Beastie Boys. Adam Horovitz, de la banda, comentó: «Ninguno de nosotros conocía tanto a Madonna, pero todos solíamos pasar el rato en Danceteria, así que ya nos conocíamos. Sin embargo, no sé por qué pensó que sería una buena idea [abrir para su gira]. Fue una idea terrible. Pero de alguna manera fue genial para ella porque éramos tan terribles que cuando subía al escenario, el público tenía que estar feliz». El escenario circular consistía en tres rampas alrededor del perímetro, que estaban conectadas entre sí, y una larga hilera de escaleras descendía hasta el escenario principal desde la rampa central, que respaldaba a la banda. A unos 30 pies sobre el escenario, los altavoces estaban suspendidos de una viga circular y cuatro pantallas gigantes estaban alineadas en el perímetro exterior del escenario, en tres lados.

## Sinopsis

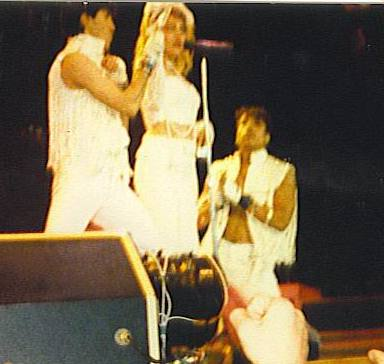
Madonna finalizando el concierto con la interpretación de «Material Girl».

The Virgin Tour comenzaba con los Beastie Boys abriendo el concierto por treinta minutos; su DJ, Rick Rubin, los acompañaba mientras hacía la técnica scratch y ellos daban vueltas por el escenario y realizaban gestos indecentes hacia el público. Cuando terminaban su actuación, las pantallas empezaban a exhibir imágenes de Madonna provenientes de sus vídeos musicales. Las luces iluminaban a la banda, formada por seis músicos —un guitarrista, un bajista, un baterista y tres sintetizadores—, y la música empezaba. A continuación, se escuchaba la voz de Madonna que decía «no tengas miedo, todo va a estar bien» y luego, en lo alto de las escaleras, su silueta aparecía detrás de una pantalla blanca a medida que comenzaban los primeros acordes de «Dress You Up». La pantalla se elevaba y aparecía la cantante, que vestía una minifalda verde y púrpura, un top corto azul, su característico sujetador negro, una chaqueta multicolor de cachemira, leggins de encaje y pendientes alrededor de la oreja y el cuello; posaba en las escaleras antes de llegar al micrófono y dar inicio a «Dress You Up». Luego de bailar hasta el final, ella y sus dos bailarines se dirigían al fondo del escenario cuando iniciaba la melodía de «Holiday». Tomándose un momento para preguntarle al público cómo se sentía, declaró: «Nunca fui elegida reina del baile, pero ahora me siento como una»; posteriormente, interpretó «Into the Groove», acompañada por una pandereta, y continuó con «Everybody» a la vez que le pedía al público que aplaudiera y cantara. En esta última actuación, se sentaba sobre una radiocasetera y jugaba con ella. Cuando finalizó el tema, las luces bajaban y procedía la introducción de «Angel». Aquí, las luces giratorias descendían sobre el escenario, aparecía sentada en lo alto de las escaleras y bajaba poco a poco. Durante el puente, la artista y sus bailarines ejecutaban una elaborada coreografía por todo el escenario y globos blancos caían sobre ellos desde arriba. Continuó cantando mientras las luces disminuían de nuevo y desaparecía tras bambalinas para el cambio de vestuario.

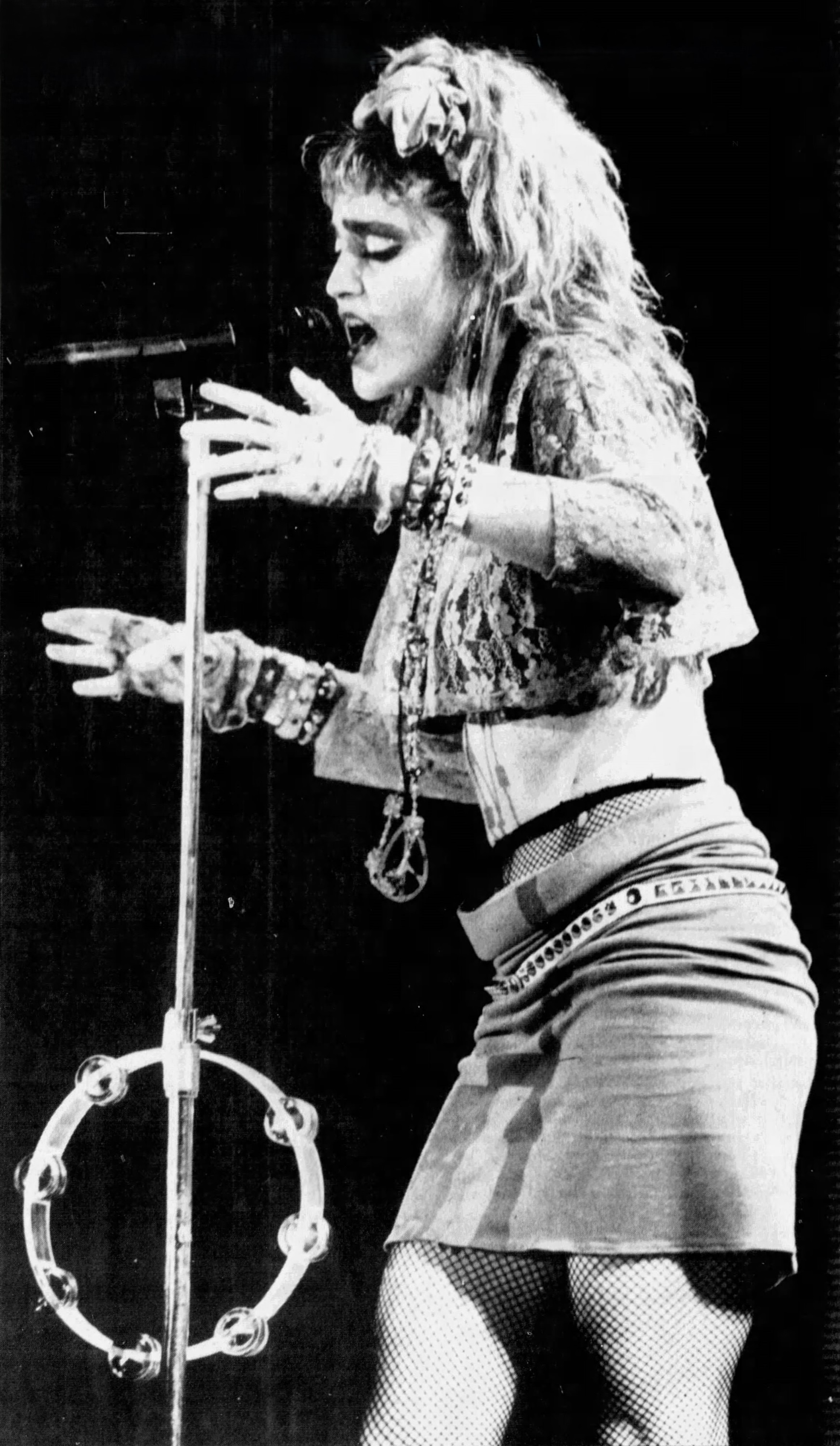
Madonna interpretando «Into The Groove» en Tampa (Florida) durante uno de los conciertos de la gira

Tras un interludio musical, daba comienzo la introducción de guitarra de «Gambler». Luego, aparecía en el escenario lateral y bailaba de manera enérgica mientras las luces la enfocaban. Lucía un micro top negro con flecos y una falda similar, con el ombligo expuesto, y una serie de crucifijos de distintos tamaños que colgaban en diferentes partes de su cuerpo. En ocasiones abría su chaqueta y otras veces se sentaba a horcajadas sobre una estructura de acero presente en el costado del escenario; en el final, saltaba de la parte lateral a la principal. A esto le siguió «Borderline», «Lucky Star» y «Crazy for You» y tocaba las manos del público. Después, regresó al micrófono para interpretar «Over and Over» y «Burning Up», donde acariciaba de manera sensual a uno de sus guitarristas, y seguidamente desaparecía para otro cambio de vestuario. Regresó con un vestido de novia, un velo blanco detrás de ella, una chaqueta corta bordada en pedrería, del mismo color, una cinta blanca en su cabeza, guantes de encaje de tres cuartos, un crucifijo en la cintura y otro que colgaba de una larga cadena alrededor de su cuello y un ramo de flores que sostenía en su mano. Madonna preguntaba a los espectadores Will you marry me? —«¿Se casarán conmigo?»— y cuando respondían afirmativamente, comenzaba a interpretar «Like a Virgin» y les lanzaba el ramo. A la mitad de la presentación rodaba por el suelo y también agregó un fragmento del sencillo «Billie Jean», de Michael Jackson. Más globos caían del techo cuando quitaba su velo y lo lanzaba hacia los admiradores.
Para el último número, «Material Girl», volvió en brazos de uno de los bailarines luciendo un top blanco y una falda ajustada del mismo color, con un montón de billetes en la mano izquierda y varios collares alrededor de su cuello. Como una autoparodia de la canción, al final de la actuación Madonna preguntaba al público: «¿Realmente creen que soy una chica material? No lo soy... ¡Tomen! [arrojando dinero falso] No necesito dinero, necesito amor». Cuando empezó a quitarse más ropa y joyas, un extra que se hacía pasar por su padre la regañaba y le exigía que se marchara del escenario. En Detroit, el mismo padre de la cantante, Tony Ciccone, hizo los honores. Madonna regresaba una vez más al escenario para tomar su abrigo de piel y hacer una reverencia.

## Recepción crítica
The Virgin Tour obtuvo reseñas variadas de los críticos y periodistas musicales. Una opinión favorable provino de Jason Stratley, del Philadelphia Inquirer, quien comentó: «En el escenario, retorciéndose y moviéndose, una visión de cabello rubio, desarreglado y decolorado, piel desnuda, estampado con lentejuelas y diamantes baratos fue la reina [...] Madonna. He aquí [sus] clones, ella se está convirtiendo en una leyenda de calidad». Jeff Sewald, del Pittsburgh Post-Gazette, elogió las «poderosas habilidades en el baile» de la cantante y la coreografía en general, que la calificó como «entretenida» y «con energía». Además, sintió que el modus operandi de la gira había sido claro: «Madonna no solo estaba vendiendo su música a multitudes de adolescentes y adultos por igual, sino que se estaba vendiendo a sí misma y todo el paquete resultó ser una alegría para los 14 500 fanáticos que gritaban». Richard Defendorf, del Orlando Sentinel, también fue positivo y reconoció que las personas no solo iban para escucharla, sino que también lo hacían «porque [querían] ver a una estrella en ascenso, una mujer que parece incapaz de hacer un mal movimiento en su carrera». Mary Edgar Smith, del Atlanta Journal-Constitution, observó que «era obvio, por la vestimenta de las jóvenes en los conciertos, [...] que Madonna tenía más para dar al mundo de la música que lo que otros insinuaban. Será una fuerza que ha de tenerse en cuenta». En una lista sobre las diez giras que cambiaron el mundo, Heidi Sherman de la revista Spin la incluyó en el cuarto lugar y declaró que puso a la cantante en la misma liga que Prince y Bruce Springsteen y demostró que estaba «más allá de lo real»: «Y si su presencia en el escenario indicaba que era más showgirl que músico, al menos sabía cómo arreglar su número para la era posfeminista de MTV. ¿Boy Toy? No exactamente. Era una estrella pop auténtica en el proceso de convertirse en un ícono cultural». En el conteo de las mejores giras de Madonna, Sebas E. Alonso, del sitio español Jenesaispop, la ubicó en el octavo puesto y comentó que era «un simpático y bien organizado esquema de los singles de sus dos primeros álbumes, que carece de la espectacularidad de sus giras posteriores, aunque ya apunta maneras en cuanto a coreografías y uso de las diferentes alturas».

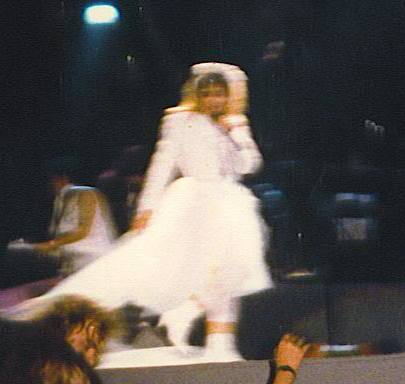
Madonna luciendo un vestido de novia durante la interpretación de «Like a Virgin».

En su comentario al espectáculo de Los Ángeles, Paul Grein de Billboard lo calificó como «elegante, bien presentado y consistentemente entretenido», y afirmó que aquellos que pensaron que Madonna era meramente «una creación de estudio y que se desmoronaría en el escenario se llevaron una grata sorpresa». Elogió la puesta en escena, la iluminación y la voz de la cantante, especialmente en «Crazy for You», donde hizo «buen uso de una calidad vocal más profunda y ronca que reflej[ó] el enfoque lírico de la canción». Stephen Holden del New York Times comentó que «mientras sus fanáticos de aspecto púber aplauden con aprobación, la manipulación por parte de la estrella de símbolos como el vestido de novia, una cruz, pieles y joyas se convierte en un psicodrama comunal alegre. Madonna ha llevado a la era de la televisión los tradicionales juegos de niñas de disfrazarse y jugar con muñecas (usándose a sí misma como modelo) convirtiéndolos en un espectáculo público». Una reseña en Variety, realizada por John Gleeson, sostuvo que su canto era como la «banda sonora de una demostración más visceral de sí misma, de su personaje, de su continuo baile y de su atrevimiento sexual sorprendetemente explícito, que incluía un clímax visual, por así decirlo, a cualquier otra canción». Robert Hilburn de Los Angeles Times remarcó que hubo momentos del show en los que ella «pudo haber estado fácilmente en un escenario de burlesque» debido a su actitud «constantemente sexy», tanto en sus provocaciones dirigidas hacia el público como en su atuendo. Agregó que a pesar de que el público estuvo de pie casi todo el tiempo, a menudo parecía que la artista estaba «por debajo de su potencial en este formato pop», aunque la simplicidad de los conciertos pop no afectaba «su ambición o talento». Por último, admitió que ella representa una figura de fantasía contemporánea que revive el glamur, la inocencia y la sexualidad «cruda» de muchos de sus propios héroes adolescentes, incluidos Marilyn Monroe y James Dean.
En reseñas variadas, Maya Hathoray, del Miami Herald, señaló que era «sexy, exóticamente hermosa y sus canciones de funk/pop nos dan ganas de bailar», pero se preguntó si sus actuaciones en vivo estaban realmente a la altura, puesto que en el escenario estaba «extremadamente aburrida en comparación con la personalidad tierna en sus videoclips. Es como la nena de papá». Rachel Lee del Sacramento Bee le otorgó dos estrellas y opinó que «Madonna es una imagen, más que cualquier estrella del pop en la historia reciente, incluso más que Boy George y Prince. Su concierto [...] tan profesionalmente presentado y bien coreografiado como lo fue, no hizo nada para darle más trascendencia que los dos que ya le habían concedido». Arthur Daniels, del Lexington Herald-Leader, sintió que lució «adusta» durante el espectáculo, aunque los admiradores estaban «encantados»: «Parecía inexpresiva y seria y no levantó la vista cuando pasó ante los fanáticos que se reunieron en la puerta del recinto antes del espectáculo. Sin embargo, quienes asistieron se sumaron al espíritu de la noche». De manera similar, Paul Grein de Billboard notó que tuvo menos éxito al hablar con el público, ya que se la veía «bastante fría y exigente», punto que el periodista recomendó que trabajara «para estar más suelta y relajada en el escenario». Concluyó: «Si puede bajar la guardia y aún conservar las fortalezas musicales del show, entonces realmente habrá confundido a los escépticos que pensaban que tenía poco talento». Laura Fissinger del Sun Sentinel fue menos positiva y declaró que a una estrella del pop, por lo general, le toma algo de tiempo ganar un profundio odio significativo de la prensa y el público. Para ella, «como todo lo demás en su joven carrera, el temor y el odio han llegado rápidamente a la cantante, compositora, bailarina y atractiva Madonna». David O'Reilly, de Philadelphia Daily News, fue más crítico aún y dijo que con el concierto «Madonna demostró una vez más por qué la llamaron "tonta sin talento"; fue una completa basura».

## Recepción comercial
En cuanto se anunció la gira, todas las entradas se agotaron en las 28 ciudades programadas. Los 17 000 boletos para los conciertos en el Radio City Music Hall de Nueva York se agotaron en tan solo treinta minutos. Leo Tassoni, en su biografía de Madonna, recalcó que «no se había creado semejante expectativa en torno a una estrella» desde que The Beatles pasó por dicha ciudad veinte años antes. En menos de dos horas ya se habían agotado los casi 9000 asientos para los dos conciertos en la ciudad de San Diego. En Filadelfia, 31 000 entradas se vendieron en cuatro horas, mientras que los dos espectáculos en Chicago se agotaron en un día, con un récord de 18 000 boletos. Sumado a ello, la mercancía también se vendió rápidamente: los admiradores adquirían las camisetas, los pósteres y las revistas promocionales con la imagen de Madonna, a pesar de que la mayoría de dichos productos eran demasiado caros en comparación con el valor de mercado. Una vez que finalizó, recaudó 5 millones USD, aunque Billboard reportó un ingreso de 3,3 millones USD.

## Grabación
El concierto del 25 de mayo en el Cobo Arena de Detroit se grabó para el VHS y Laserdisc Madonna Live: The Virgin Tour. Aunque «Angel», «Borderline» y «Burning Up» se incluyeron en el repertorio, al final no formaron parte del material. Tras su publicación, obtuvo reseñas variadas de los críticos. Annie Temple de Philadelphia Daily News comentó que «no era tan halagador» y «era un mal trabajo». Terry Atkinson, de Los Angeles Times, opinó que el vídeo era casi siempre una decepción si has visto el concierto en sí, puesto que se pierde «la espontaneidad y la energía en directo». Además, agregó: «Esto sigue el típico formato del vídeo-concierto de ponerte en el mejor asiento del salón y dejar que la acción hable por sí misma». Sylvia Chase de The Wichita Eagle comentó que «ver a Madonna en directo desde el público es totalmente diferente a verla de cerca en el vídeo. La energía, los movimientos y la provocación se te hacen más evidentes». En términos comerciales, Madonna Live: The Virgin Tour debutó en el puesto número 14 en la lista Top Music Videocassettes de Billboard el 7 de diciembre de 1985 y llegó hasta la undécima posición, la semana siguiente. Comenzó un lento ascenso y en la edición del 18 de enero de 1986 ascendió al primer puesto y reemplazó a Prince & The Revolution: Live del grupo del mismo nombre. El 24 de mayo del mismo año, subió nuevamente a los diez primeros, en la posición dos. Estuvo presente por 49 semanas y fue el videcasete musical más vendido de 1986. Recibió dos discos de platino por la Recording Industry Association of America (RIAA), en representación a 200 000 copias, y fue reconocido como el vídeo musical más popular en los Video Software Dealers Awards, en septiembre de 1986.

## Legado

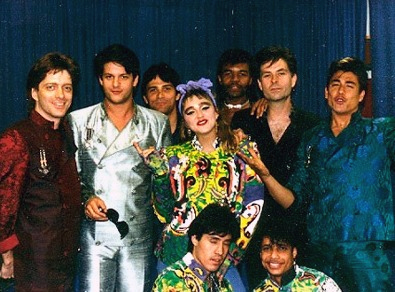
Madonna, en el centro, junto a los miembros de la banda de la gira. Su manera de vestir inspiró a las mujeres que la imitaban.

Cuando comenzó la gira, las personas, especialmente las adolescentes y jóvenes, empezaron a copiar el estilo y la vestimenta de Madonna. Debbi Voller, autora de Madonna: The Style Book, observó que «cientos de miles de niñas iban al concierto vestidas como ella, el cabello decolorado y despeinado, tops transparentes, sujetadores, guantes sin dedos y crucifijos. Las revistas y los programas de televisión organizaban competiciones similares». Mary Rourke, de Los Angeles Times, expresó que aquello estaba causando «una sensación en la moda», e incluso las admiradoras cortaban su cabello para asemejarse al de la cantante y tonificaban su cuerpo para verse como ella. Este frenesí dio origen a un nuevo término denominado Madonna wannabe, que fue reconocido posteriormente por el diccionario Webster en 1991. Leo Tassoni mencionó que estas adolescentes que la admiraban «deseaban ser la mujer que ella representaba, es decir, una mujer libre que hacía lo que quería, era femenina, se divertía con el sexo y utilizaba su poder de seducción para obtener lo que le interesaba». La cantante vio esta experiencia como «asombrosa», porque en «cierta manera lo que elegí vestirme o lucirme se volvió una obsesión».

Mientras se realizaba la gira, la industria de lencería estadounidense informó que sus ventas aumentaron repentinamente en un 40 % y que la imagen de Madonna fue la responsable de este resurgimiento de la ropa interior femenina. Sam Gower, de Rolling Stone, señaló: «En los años sesenta, las mujeres quemaron sus sostenes, ahora usan cinco a la vez y dejan al descubierto sus ombligos. Madonna ha hecho por el corsé y el crucifijo lo que el punk hizo por el imperdible. La tienda departamental Macy's en Nueva York se llenó de seguidores que compraban la mercancía oficial de la gira como los pendientes de crucifijo y los guantes sin dedos». La demanda era tan grande que Macy's tuvo que rellenar la mercancía nuevamente.
| Nunca me propuse ser un modelo a seguir. Soy una mujer fuerte, una mujer exitosa y no me conformo con un estereotipo. Durante mucho tiempo se les ha dicho a las mujeres que hay ciertos modos de comportarse si quieren salir adelante en la vida. Y allí estaba yo vistiéndome de forma prohibida y, además, a cargo de mi vida. Fue entonces cuando me di cuenta de por qué estaban todas allí en sus asientos, vistiéndose como yo. —Madonna comentando sobre la influencia que generó en sus admiradoras. |

Las excentricidades de Madonna en el escenario y en la gira en general, así como su imagen y estilo, atrajo comentarios entre la prensa. Roling Stone dijo: «Al igual que Marilyn Monroe, Madonna está empeñada en personificar y defender una visión de la sexualidad femenina, y al igual que Monroe, a menudo es desestimada como artista al hacer eso». Suzanne Ferriss, autora de On Fashion, opinó que el Virgin Tour «ejemplificó el prologando deseo de Madonna de tratar a los chicos como juguetes y su cinturón de castidad se escapa a su antojo y deseo. Sus números de baile con los hombres durante la gira los muestra como sus subordinados, accesorios con los que juega y domina totalmente». Robert Hilburn de Los Angeles Times recalcó que su imagen de «zorra» podría dar a las chicas poco sofisticadas la mala idea sobre el papel de las mujeres, aunque existe la cuestión de que «si ellas se toman el simbolismo de boy toy ["juguete de chico"] con más seriedad que los jóvenes fanáticos del rock se toman la imagen de "adoración al diablo" de los grupos de heavy metal». En 2001, Heidi Sherman de Spin afirmó que muchos críticos habían asumido que «esta golfa sacrílega de música pop» sería una supernova como tantas otras estrellas, «pero la mayoría de ellos no eran niños de 12 años orando por una heroína. Desde entonces, se ha metamorfoseado al menos una docena de veces, en ocasiones perdiendo su marca, pero siempre por encima de la media». Finalmente, ante los comentarios hacia su imagen y comportamiento en esa época, respondió: 

Creo que la gente quiere verme como una tonta zorra que vende discos y las compañías discográficas los presionan porque saben que pueden ganar dinero rápidamente con mi imagen. A la gente no le gusto. Y eso es porque no se supone que seas coqueta a menos que seas una cabeza hueca. Y dicen que hago todo esto por mi apariencia y me ven así porque quiero complacer a los hombres. Lo hago porque me gusta, porque me excita. [...] La verdad del asunto es que puedes usar tu belleza y tu encanto y ser coqueta, y puedes hacer que la gente se interese en ti. A lo mejor al principio solo estén interesados en tu belleza. Pero no puedes mantener eso. Al final, el talento es lo único. Mi trabajo es lo único que va a cambiar cualquier mente. Los vídeos, los discos, las películas son las cosas que, eventualmente, les harán pensar que soy más que una chica con una cara bonita que ha tenido algunos éxitos pop. Solo va a tomar algo de tiempo.

## Lista de canciones
1. «Dress You Up»
2. «Holiday»
3. «Into the Groove»
4. «Everybody»
5. «Angel»
6. «Gambler»
7. «Borderline»
8. «Lucky Star»
9. «Crazy for You»
10. «Over and Over»
11. «Burning Up»
12. «Like a Virgin» (contiene fragmentos de «Billie Jean»)
13. «Material Girl»

Lista de canciones tomada del sitio oficial de Madonna.

## Fechas
| Fecha               | Ciudad            | País              | Lugar                           | Telonero          | Asistencia        | Recaudación       |
| América del Norte   | América del Norte | América del Norte | América del Norte               | América del Norte | América del Norte | América del Norte |
| ------------------- | ----------------- | ----------------- | ------------------------------- | ----------------- | ----------------- | ----------------- |
| 10 de abril de 1985 | Seattle           | Estados Unidos    | Paramount Theatre               | Beastie Boys      | No disponible     | No disponible     |
| 12 de abril de 1985 | Seattle           | Estados Unidos    | Paramount Theatre               | Beastie Boys      | No disponible     | No disponible     |
| 13 de abril de 1985 | Seattle           | Estados Unidos    | Paramount Theatre               | Beastie Boys      | No disponible     | No disponible     |
| 15 de abril de 1985 | Portland          | Estados Unidos    | Arlene Schnitzer Concert Hall   | Beastie Boys      | No disponible     | No disponible     |
| 16 de abril de 1985 | Portland          | Estados Unidos    | Arlene Schnitzer Concert Hall   | Beastie Boys      | No disponible     | No disponible     |
| 19 de abril de 1985 | San Diego         | Estados Unidos    | Open Air Theatre                | Beastie Boys      | 8696 / 8696       | $124 773          |
| 20 de abril de 1985 | San Diego         | Estados Unidos    | Open Air Theatre                | Beastie Boys      | 8696 / 8696       | $124 773          |
| 21 de abril de 1985 | Costa Mesa        | Estados Unidos    | Pacific Amphitheatre            | Beastie Boys      | 18 765 / 18 765   | $297 473          |
| 23 de abril de 1985 | San Francisco     | Estados Unidos    | San Francisco Civic Auditorium  | Beastie Boys      | 8500 / 8500       | $127 500          |
| 26 de abril de 1985 | Los Ángeles       | Estados Unidos    | Universal Amphitheatre          | Beastie Boys      | No disponible     | No disponible     |
| 27 de abril de 1985 | Los Ángeles       | Estados Unidos    | Universal Amphitheatre          | Beastie Boys      | No disponible     | No disponible     |
| 28 de abril de 1985 | Los Ángeles       | Estados Unidos    | Universal Amphitheatre          | Beastie Boys      | No disponible     | No disponible     |
| 30 de abril de 1985 | Tempe             | Estados Unidos    | ASU Activity Center             | Beastie Boys      | 10 013 / 10 013   | $133 427          |
| 3 de mayo de 1985   | Dallas            | Estados Unidos    | Dallas Convention Center        | Beastie Boys      | 8717 / 8717       | $130 755          |
| 4 de mayo de 1985   | Houston           | Estados Unidos    | Hofheinz Pavilion               | Beastie Boys      | 7300 / 7300       | $101 880          |
| 5 de mayo de 1985   | Austin            | Estados Unidos    | Frank Erwin Center              | Beastie Boys      | 14 639 / 14 639   | $208 005          |
| 7 de mayo de 1985   | Nueva Orleans     | Estados Unidos    | UNO Lakefront Arena             | Beastie Boys      | No disponible     | No disponible     |
| 9 de mayo de 1985   | Tampa             | Estados Unidos    | USF Sun Dome                    | Beastie Boys      | 8400 / 8400       | $125 415          |
| 10 de mayo de 1985  | Orlando           | Estados Unidos    | Orange County Convention Center | Beastie Boys      | 10 596 / 10 596   | $154 275          |
| 11 de mayo de 1985  | Pembroke Pines    | Estados Unidos    | Hollywood Sportatorium          | Beastie Boys      | No disponible     | No disponible     |
| 14 de mayo de 1985  | Atlanta           | Estados Unidos    | The Omni                        | Beastie Boys      | 14 843 / 14 843   | $215 760          |
| 16 de mayo de 1985  | Cleveland         | Estados Unidos    | Public Auditorium               | Beastie Boys      | No disponible     | No disponible     |
| 17 de mayo de 1985  | Cincinnati        | Estados Unidos    | Cincinnati Gardens              | Beastie Boys      | No disponible     | No disponible     |
| 18 de mayo de 1985  | Chicago           | Estados Unidos    | UIC Pavilion                    | Beastie Boys      | No disponible     | No disponible     |
| 20 de mayo de 1985  | Chicago           | Estados Unidos    | UIC Pavilion                    | Beastie Boys      | No disponible     | No disponible     |
| 21 de mayo de 1985  | Saint Paul        | Estados Unidos    | St. Paul Civic Center           | Beastie Boys      | No disponible     | No disponible     |
| 23 de mayo de 1985  | Toronto           | Canadá            | Maple Leaf Gardens              | Beastie Boys      | 16 000 / 16 000   | $238 264          |
| 25 de mayo de 1985  | Detroit           | Estados Unidos    | Cobo Arena                      | Beastie Boys      | 24 382 / 24 382   | $332 780          |
| 26 de mayo de 1985  | Detroit           | Estados Unidos    | Cobo Arena                      | Beastie Boys      | 24 382 / 24 382   | $332 780          |
| 28 de mayo de 1985  | Pittsburgh        | Estados Unidos    | Civic Arena                     | Beastie Boys      | 15 600 / 15 600   | $219 210          |
| 29 de mayo de 1985  | Filadelfia        | Estados Unidos    | The Spectrum                    | Beastie Boys      | 15 873 / 15 873   | $237 046          |
| 30 de mayo de 1985  | Hampton           | Estados Unidos    | Hampton Coliseum                | Beastie Boys      | No disponible     | No disponible     |
| 1 de junio de 1985  | Columbia          | Estados Unidos    | Merriweather Post Pavilion      | Beastie Boys      | No disponible     | No disponible     |
| 2 de junio de 1985  | Worcester         | Estados Unidos    | Worcester Centrum               | Beastie Boys      | 11 981 / 11 981   | $177 515          |
| 3 de junio de 1985  | New Haven         | Estados Unidos    | New Haven Coliseum              | Beastie Boys      | 10 190 / 10 190   | $153 856          |
| 6 de junio de 1985  | Nueva York        | Estados Unidos    | Radio City Music Hall           | Beastie Boys      | 17 538 / 17 538   | $294 050          |
| 7 de junio de 1985  | Nueva York        | Estados Unidos    | Radio City Music Hall           | Beastie Boys      | 17 538 / 17 538   | $294 050          |
| 8 de junio de 1985  | Nueva York        | Estados Unidos    | Radio City Music Hall           | Beastie Boys      | 17 538 / 17 538   | $294 050          |
| 10 de junio de 1985 | Nueva York        | Estados Unidos    | Madison Square Garden           | Beastie Boys      | No disponible     | No disponible     |
| 11 de junio de 1985 | Nueva York        | Estados Unidos    | Madison Square Garden           | Beastie Boys      | No disponible     | No disponible     |
| Total               | Total             | Total             | Total                           | Total             | 222 033 / 222 033 | $3 271 984        |

## Créditos y personal
| Banda - Madonna: voz - Patrick Leonard: teclado - Bill Meyers: teclado - Jonathan P. Moffet: batería - Bill Lanphier: bajo, sintetizador de bajo - James Harrah: guitarra - Paul Pesco: guitarra - Michael Perea: bailarín y corista - Lyndon B. Johnson: bailarín y corista | Equipo - Patrick Leonard: director musical, productor - Ian Knight: escenógrafo - Brad Jeffries: coreógrafo - Dave Kob: mezcla - Maripol: diseñadora de vestuario - Freddy DeMann: administración personal (Weisner-DeMann Entertainment) |

Personal tomado del libro de la gira, The Virgin Tour Program, y de las notas del Laserdisc Madonna Live: The Virgin Tour.